# Estació de Pontedeume
L'Estació de Pontedeume és una estació de la localitat de Pontedeume, a la província de la Corunya. Té serveis de mitjana i llarga distància operats per Renfe.
L'estació es troba al punt quilomètric 23,3 de la línia de ferrocarril d'ample ibèric que uneix Betanzos amb Ferrol, entre les estacions de Perbes i Cabanas-Areal. El tram és de via única i no està electrificada.

## Serveis ferroviaris

### Mitjana Distància
| Línia | Origen/destinació | Destinació/origen |
| ----- | ----------------- | ----------------- |
| 5     | A Coruña          | Ferrol            |

### Llarga Distància
| Tren                | Origen/destinació | Parades Intermèdies | Destinació/origen | Observacions                 |
| ------------------- | ----------------- | --- | ----------------- | ---------------------------- |
| Alvia               | Ferrol            | Pontedeume · Betanzos-Cidade · Betanzos-Infesta · A Coruña · Santiago de Compostela · Ourense-Empalme · A Gudiña · Puebla de Sanabria · Zamora · Medina del Campo AV · Segòvia-Guiomar | Madrid-Chamartín  | 1 tren diari per sentit      |
| Trenhotel Atlántico | Ferrol            | Pontedeume · Betanzos-Cidade · Betanzos-Infesta · Curtis · Guitiriz· Lugo · Sarria · Monforte de Lemos · San Clodio-Quiroga · A Rúa-Petín · O Barco de Valdeorras · Ponferrada · Bembibre · Astorga · Veguellina · León · Sahagún · Palencia · Venta de Baños · Valladolid-Campo Grande · Medina del Campo · Àvila | Madrid-Chamartín  | 6 trens setmanals per sentit |